# Selenaspidus antsingyi
Selenaspidus antsingyi är en insektsart som beskrevs av Mamet 1950. Selenaspidus antsingyi ingår i släktet Selenaspidus och familjen pansarsköldlöss.
Artens utbredningsområde är Madagaskar. Inga underarter finns listade i Catalogue of Life.